# 理由 (1995年の映画)
『理由』（りゆう、原題: Just Cause）は、1995年のアメリカ映画。ジョン・カッツェンバックの小説（原題同じ）の映画化作品である。

## ストーリー
フロリダで白人の少女を強姦した容疑で黒人青年（ボビー・アール）が死刑判決を受ける。それから8年後、集会で死刑賛成論者から「愛する娘だったら」と反論されるが、毅然と死刑反対を叫ぶ元弁護士でハーバード大学教授（ポール・アームストロング）にボビーの祖母（エヴァンジェリン）が無実の罪を晴らしてくれと助けを求める。25年前に弁護士は辞めたと断るが、妻（ローリー・プレンチス・アームストロング）に説得される。刑務所で青年に会うとスコットランド出身で似たような境遇だからお願いしたと言われる。ボビーは白人警官（T・J・ウィルコックス刑事）には電話帳で殴られ、黒人警官（タニー・ブラウン保安官）からはロシアンルーレットを使って自白を強要された、自分は無実だと訴える。ポールはボビーの潔白を信じ、彼を電気椅子から奪還しようと決意する。調べを進めていくと、ボビーの言う通り、主任刑事のタニーが自白を供していたことが判明する。町の「名医」である検死官も、弁護士（マクネア）も、学校での目撃証人も確実性がなかったどころか、ポールは警官たちから脅される。
ボビーは事件の真犯人が実際には白人の死刑囚（ブレア・サリバン）であるとポールに告げる。ブレアは連続殺人の罪で死刑宣告されており、執行を待つばかりである。ボビーによると、ブレアは頻繁に彼が無実の罪で刑死することをおちょくるのだと言う。ブレアは聖書を使ったヒントにより、ポールに事件で使用されたナイフの在り処を示唆する。ポールがタニーとともに現場に赴くと、はたしてナイフはヒントの通り見つかり、ポールはタニーにナイフを回収してもらう。タニーは調査をやめるようにポールを脅すが、ポールは逆にタニーがボビーに執着する理由をかぎ出す。被害者はタニーの娘の親友だったのである。新証言や凶器の発見により、ボビーには再審の機会が与えられ、無罪判決を勝ち取り、釈放される。一方、知事はブレアの死刑執行を命じる。
ポールはブレアから呼び出しの電話を受け面会すると、ブレアは最後のヒントを明かすと言う。だが、その代償に、まずはポールがブレアの両親宅を訪ねて別れのあいさつを伝えてほしいと要求する。目的の家を訪ねたポールは、宗教じみた品々に囲まれた室内で両親の切り刻まれた腐乱死体を発見する。刑務所に戻ると、ブレアはボビーと交わした「取り引き」を得意げに披露する。それは、ブレアが実際には実行していない少女殺し事件（実際にはボビーが真犯人）で罪をかぶってボビーが無罪で釈放されるのと引き換えに、自由の身になったボビーがブレアの両親を殺すというものだった。ポールが自分を巻き込んだ理由を尋ねると、ブレアは、「それはボビーの要求だ」と言う。すなわち、ボビーやブレアよりもポールの方が評決開催を勝ち取るのに格段に信用が高いからである。ポールは騙されたことに怒り、ブレアに両親は健在で彼を「赦す」との嘘の報告をする。それを聞いたブレアは激情する。その後、ブレアは看守らに電気椅子まで連行され、死刑が執行される。
ポールはボビーが妻と娘（ケイティ・アームストロング）を誘拐したと悟り、タニーとともにボビーを追う。ボビーの一連の動機はローリーへの復讐であった。ローリーはボビーが白人女性強姦の事件で取調べを受けた時の検察官であった。証拠不十分でボビーに対する起訴は取り下げられたものの、ローリーが名を上げるために彼を留置場に勾留した間に、ボビーは暴行を受け去勢されただけにとどまらず、コーネル大学での奨学金支給停止から退学処分にまで被害が及んでおり、ボビーの家族を持ちまっとうな生活をする夢は打ち砕かれていた。少女殺害の現場である沼地までボビーを追跡したポールは、妻子が小屋に監禁されているのを発見し、そこへボビーが現れる。ボビーの企みは、ポールの妻子を強姦した上で殺害し、逃走するというものだった。危ういところで（ボビーに襲われ殺されたと思われた）タニーが登場し、ポールと協力してボビーに対峙し、ボビーはポールにナイフで刺されたところをワニに食べられてしまう。こうしてポール一家は窮地を脱する。

## キャスト
| 役名                                   | 俳優                         | 日本語吹替 | 日本語吹替   |
| 役名                                   | 俳優                         | ソフト版   | テレビ東京版 |
| -------------------------------------- | ---------------------------- | ---------- | ------------ |
| ポール・アームストロング               | ショーン・コネリー           | 瑳川哲朗   | 若山弦蔵     |
| タニー・ブラウン保安官                 | ローレンス・フィッシュバーン | 大塚明夫   | 石塚運昇     |
| ローリー・プレンチス・アームストロング | ケイト・キャプショー         | 塩田朋子   | 弥永和子     |
| ボビー・アール・ファーガソン           | ブレア・アンダーウッド       | 相沢まさき | 山路和弘     |
| ブレア・サリバン                       | エド・ハリス                 | 千田光男   | 大塚芳忠     |
| T・J・ウィルコックス刑事               | クリストファー・マレー       | 大塚芳忠   | 石井康嗣     |
| エヴァンジェリン                       | ルビー・ディー               | 片岡富枝   | 瀬畑奈津子   |
| ケイティ・アームストロング             | スカーレット・ヨハンソン     | 岡村明美   | 高橋千晶     |
| 刑務所所長                             | ダニエル・J・トラヴァンティ  | 宝亀克寿   | 小山武宏     |
| マクネア弁護士                         | ネッド・ビーティ             | 天田益男   | 藤本譲       |
| ドロレス・ロドリゲス                   | リズ・トーレス               | さとうあい | 磯辺万沙子   |

- ソフト版：VHS・DVD・BD収録
- テレビ東京版：初回放送1997年12月25日『木曜洋画劇場』
- 2015年3月3日放送の『午後のロードショー』ではソフト版が放送された

（若山の音源がCATVなどの有料放送で使用されたためである）